# Великий (ліва притока Тиси)
Великий — струмок  в Україні, у  Рахівському районі Закарпатської області, лівий доплив Тиси (басейн Дунаю).

## Опис
Довжина струмка приблизно 9 км. Формується з багатьох безіменних струмків.

## Розташування
Бере  початок на заході від гори Берлебашки. Тече переважно на північний захід і у селі Костилівці впадає у річку Тису, ліву притоку Дунаю.